# Mendeley
Mendeley est un logiciel de gestion bibliographique, destiné à la gestion et au partage de travaux de recherche. Il est composé d'un logiciel gratuit de bureautique (Windows/Mac/Linux) gérant notamment les PDF, les citations et les références bibliographiques et d'un réseau web.

## Description
- Permet de copier des documents PDF dans sa base de données Mendeley, et d'en extraire automatiquement les métadonnées.
- Un bookmarklet permet d'importer des références à partir de certains sites, comme PubMed, EBSCO, Google Scholar ou WorldCat.
- Permet de rechercher des références au sein du catalogue Mendeley, constitué des métadonnées des documents figurant dans les bases de données des autres membres du réseau, et d'accéder à des statistiques de lecture.
- Possibilité d'importer des références provenant d'autres logiciels bibliographiques en format XML.
- Permet d'avoir un compte privé avec une copie de sa base de données sur le site Mendeley, et de synchroniser sa bibliothèque en ligne avec des bibliothèques hébergées sur un ou plusieurs ordinateurs.
- Inclut un lecteur de PDF, avec fonction de surlignage et d'annotation des PDF.
- Permet de signaler si les documents ont été lus ou non, d'identifier ses favoris, de les classer dans des dossiers.
- Fonction de détection et fusion des doublons.
- Possibilité d'effectuer des recherches dans les métadonnées et le texte intégral des documents.
- Plugin pour Microsoft Word,  et LibreOffice, permettant d'insérer des références dans un texte en cours de rédaction.
- Fonctions de partage et de collaboration: partage de références au sein de groupes publics ou privés, possibilité de travail collaboratif (surlignage et annotation des documents par les membres d'une équipe) au sein de groupes privés.
- Fonction de type réseau social: création d'une page de profil, avec parcours professionnel, centres d'intérêt, publications, possibilité de suivre d'autres membres du réseau ou d'être suivi par eux.
- Applications IOS (IPhone, Ipad) et Android.

## Histoire
Mendeley a été fondé en novembre 2007 et est basé à Londres. La première version bêta ouverte au public a été publiée en août 2008. L'équipe comprend des chercheurs et des développeurs open source qui proviennent de nombreuses institutions académiques. Les investisseurs de la société comprennent l'ancien président exécutif de Last.fm, les premiers ingénieurs fondateurs de Skype, l'ancien chef de stratégie numérique de Warner Music Group, ainsi que des universitaires de Cambridge et de l'université Johns-Hopkins.
Mendeley a remporté plusieurs prix : 
Plugg.eu « start-ups européennes de l'année 2009 »,, 
TechCrunch Europas « Meilleure innovation sociale dont la société profite 2009 », et 
The Guardian l'a classé no  6 au « Top 100 des entreprises tech médias ».
Le 9 avril 2013, Mendeley est racheté par le géant de l'édition scientifique Elsevier. Le rachat, très controversé, a suscité de vives réactions sur les réseaux sociaux scientifiques. Selon les utilisateurs de Mendeley, la politique commerciale d'Elsevier, l'utilisation peu éthique de ses bénéfices, les articles à fort conflit d'intérêts, ainsi que les divers scandales qui entourent le géant de l'édition scientifique vont fortement à l'encontre des principes de la start-up.